# George Glauberman
George Glauberman, né le 3 mars 1941 à New York est un mathématicien de l'université de Chicago qui travaille sur les groupes finis simples. Il a démontré le théorème ZJ (en) et le théorème Z* (en).

## Carrière
Glauberman suit ses études de premier cycle à l'institut polytechnique de Brooklyn dont il sort diplômé en 1961 et obtient un diplôme de maîtrise de l'université Harvard en 1962. Il obtient son Ph.D. de l'université du Wisconsin à Madison en 1965, sous la direction de Richard Bruck. Il a eu 22 étudiants en Ph.D. dont Ahmed Chalabi et Peter Landrock (en), président et fondateur de la société Cryptomathic (en). Il a coécrit avec Jonathan Lazare Alperin, Simon P. Norton et Zvi Arad.
En 1970, il est orateur invité au Congrès international des mathématiciens à Nice. En 2012, il est reçu fellow de l'American Mathematical Society.

## Publications (sélection)
- George Glauberman, « On loops of odd order », Journal of Algebra, vol. 1,‎ 1964, p. 374-396 (DOI 10.1016/0021-8693(64)90017-1, MR 0175991)
- George Glauberman, « Central elements in core-free groups », Journal of Algebra, vol. 4,‎ 1966, p. 403-420 (DOI 10.1016/0021-8693(66)90030-5, MR 0202822, zbMATH 0145.02802)
- George Glauberman, « A characteristic subgroup of a p-stable group », Canadian Journal of Mathematics, vol. 20,‎ 1968, p. 1101-1135 (DOI 10.4153/cjm-1968-107-2, MR 0230807, lire en ligne)
- George Glauberman, « Correspondences of characters for relatively prime operator groups », Canadian Journal of Mathematics, vol. 20,‎ 1968, p. 1465-1488 (DOI 10.4153/cjm-1968-148-x, MR 0232866, lire en ligne)
- George Glauberman, « On loops of odd order. II », Journal of Algebra, vol. 8,‎ 1968, p. 393-414 (DOI 10.1016/0021-8693(68)90050-1, MR 0222198)
- (avec Helmut Bender) Helmut Bender et George Glauberman, Local analysis for the odd order theorem, Cambridge University Press, coll. « London Mathematical Society Lecture Note Series » (no 188), 1994, 174 p. (ISBN 978-0-521-45716-3, MR 1311244, lire en ligne)

## Source de la traduction
- (en) Cet article est partiellement ou en totalité issu de l’article de Wikipédia en anglais intitulé « George Glauberman » (voir la liste des auteurs).